# Джой, Леатрис
Леатрис Джой (англ. Leatrice Joy), урождённая Леатрис Джоанна Зидлер (англ. Leatrice Johanna Zeidler; 7 ноября 1893 — 13 мая 1985) — американская актриса, популярная в эпоху немого кино.

## Биография
Леатрис Джой родилась в Новом Орлеане в семье стоматолога Эдварда Джозефа Зидлера и его супруги Мэри Джой Крименс, и имела австрийские, немецкие, французские и ирландские корни. Образование она получила в школе монастыря Святого Сердца в Новом Орлеане, но была вынуждена бросить обучение и искать работу после того, как у её отца обнаружили туберкулёз и он не смог обеспечивать семью. В 1915 году Джой была принята на киностудию «Nola Film Company» в качестве актрисы. Её мать не одобряла профессию дочери, но из-за финансовых трудностей была вынуждена отступить, и вскоре сопроводила её в Калифорнию, где Джой продолжила свою актёрскую карьеру.
Первые свои кинороли она сыграла в серии короткометражных комедий студии «United States Motion Picture Corporation», где её героиня Сьюзи, импульсивная молодая энтузиастка, попадает в различные юмористические истории. Её карьера быстро набрала обороты, и к 1920 году она стала довольно успешной в Голливуде актрисой, снимаясь в компании таких звёзд как Мэри Пикфорд, Уоллес Бири и Нита Нальди. На фоне других кинозвёзд той эпохи Джой выделялась своим мальчишеским образом с короткой стрижкой, который вскоре стал довольно модным среди женщин того времени.
С ростом популярности Леатрис Джой заинтересовался Сесил Б. Демилль, который пригласил её в киностудию «Paramount Pictures». Актриса сыграла в нескольких фильмах Демилля, среди которых «Непредумышленное убийство» (1922), «Десять заповедей» (1923) и «Триумф» (1924). Карьера Джой начала идти на спад с появлением звукового кино. Причиной тому стал тяжелый южный акцент актрисы, который в то время считался немодным по сравнению с изысканной дикцией актрис с Восточного побережья.
В 1922 году Леатрис Джой вышла замуж за популярного актёра Джона Гилберта, от которого двумя годами позже родила дочь. В том же году она подала на развод, сославшись на алкоголизм Гилберта. После этого актриса ещё дважды выходила замуж, но оба брака в итоге распались.
С 1929 года Джой уже не числилась в штате какой-либо киностудии, появившись в дальнейшем всего в пяти кинокартинах, включая «Когда молодёжь сговаривается между собой» (1940) и «Любовное гнёздышко» (1951). В 1960 году актриса переехала в город Гринвич в штат Коннектикут, где поселилась у дочери с зятем. Многие годы Джой увлекалась христианской наукой, и последние годы своей жизни она провела в доме престарелых сторонников данной доктрины в нью-йоркском районе Бронкс, где и умерла от острой анемии в 1985 году в возрасте 91 года. Её вклад в киноиндустрию США отмечен звездой на Голливудской аллее славы.